# Ferdinand Friebe
Ferdinand Friebe, född 2 februari 1894, död 30 mars 1980, var en friidrottare från Österrike. Han deltog vid olympiska sommarspelen 1924 och olympiska sommarspelen 1936.